# 梁步庭
梁步庭（1921年11月15日—2021年4月14日），男，汉族，山东微山人。1938年7月参加革命，1939年5月加入中国共产党。中華人民共和國青海事務的第八任領導人，接替譚啟龍負責管理青海地區。曾经先后担任中共青海省委第一书记、中共山东省委书记，1988年12月转任中共山东省顾问委员会主任，2003年12月离休。
2021年4月14日17时16分在济南逝世，享寿99岁，4月18日举行了告别仪式。官方对他的评价为：“中国共产党的优秀党员、忠诚的共产主义战士”。